# Ruy Blas (film din 1948)
Ruy Blas (titlul original: în franceză Ruy Blas) este un film dramă-romantică francez, realizat în 1948 de regizorul Pierre Billon, după romanul omonim al scriitorului Victor Hugo, protagoniști fiind actorii Danielle Darrieux ș Jean Marais. 

## Distribuție
- Danielle Darrieux – regina Spaniei
- Jean Marais – Ruy Blas / Don César de Bazan
- Marcel Herrand – Don Salluste de Bazan
- Gabrielle Dorziat – ducesa de Albuquerque
- Alexandre Rignault – Goulatromba
- Giovanni Grasso – Don Guritan
- Paul Amiot – marchizul de Santa Cruz
- Jone Salinas – Casilda, o servantă
- Gilles Quéant – ducele de Albe
- Jacques Berlioz – un ministru
- Charles Lemontier – contele de Camporel
- Pierre Magnier – marchizul de Priego
- Armand Lurville – arhiepiscopul